# Sassenburg (Burg)
Die Sassenburg, auch Balkenbarg oder Balkburg genannt, war eine aus einem Ringwall bestehende Niederungsburg in Niedersachsen. Sie befand sich auf einer eiszeitlichen Binnendüne an der Aller bei Dannenbüttel. Der Bereich gehört zum Stadtgebiet von Gifhorn, dessen Ortszentrum vier Kilometer entfernt ist. Nach der Befestigungsanlage ist die benachbarte, 1974 gegründete Gemeinde Sassenburg benannt worden.

## Beschreibung
Die Reste der Befestigungsanlage liegen westlich von Dannenbüttel und südlich von B 188 und Aller innerhalb des Naturschutzgebiets Allertal zwischen Gifhorn und Wolfsburg. Sie befinden sich auf einer flachen und hochwassersicheren Sanddüne im Niederungsgebiet der mäandrierenden Aller. Eine Flussschleife umfließt die Wallanlage heute im Osten und im Norden. Einer Beschreibung aus dem Jahre 1836 zufolge hatte der Ringwall einen Durchmesser von 200 Schritt, was etwa 60 Metern entspricht. Der Wall habe auch 1965 noch eine Höhe von 2,50 bis 3,50 m gehabt. 1905 zeichnete der Prähistoriker und Burgenforscher Carl Schuchhardt die Anlage und veröffentlichte sie im 1916 erschienenen Atlas vorgeschichtlicher Befestigungen in Niedersachsen. Heute stellt sich die Anlage als eine halbkreisförmige Erhebung dar, die mit Kiefern und Farnkraut bewachsen ist. Das gesamte Gelände hat einen unregelmäßigen Charakter mit kleinen Erhebungen und Niederungen. Ein Wall ist wegen des dichten Bewuchses kaum erkennbar. Unmittelbar westlich angrenzend wird im ebenfalls erhabenen und mit Farn bestandenen Gelände eine Vorburg vermutet.

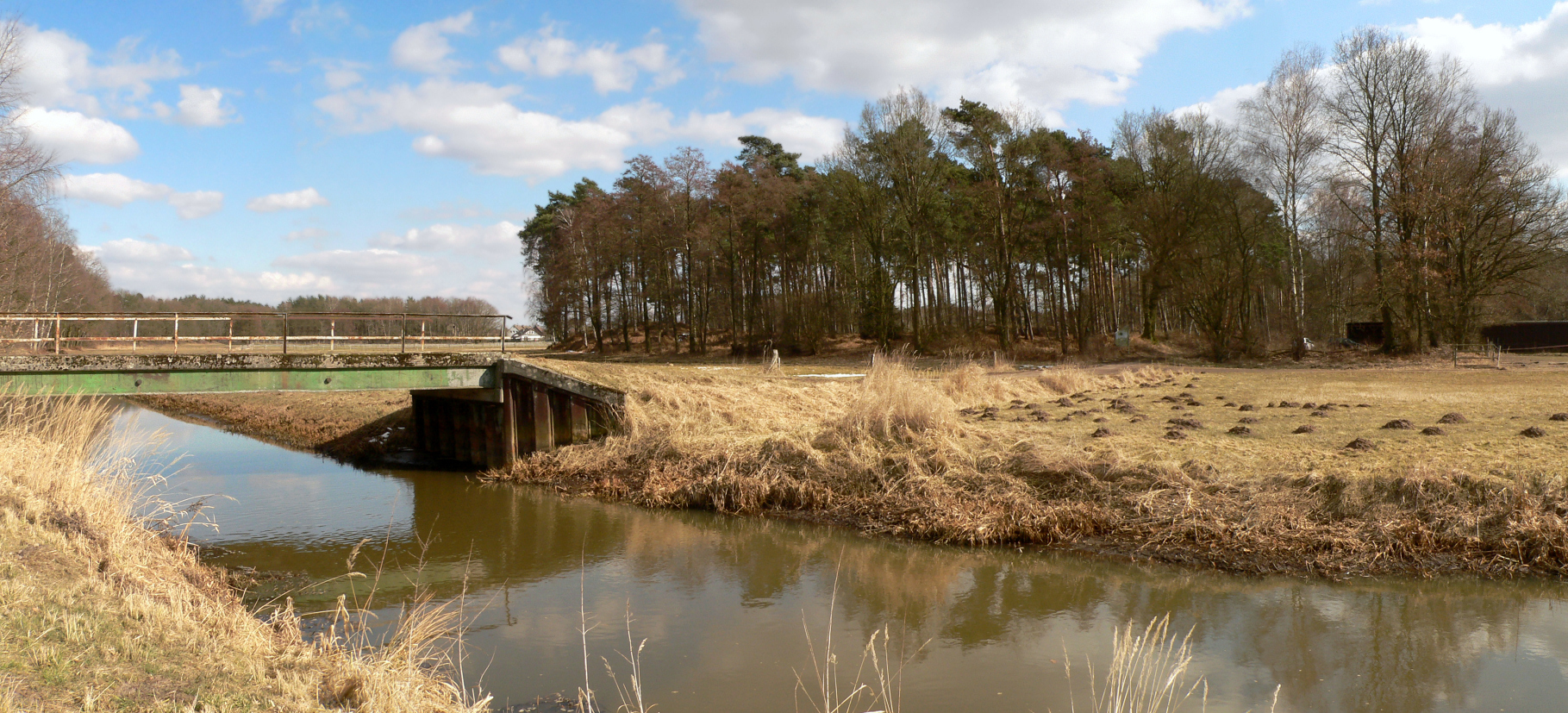
Gelände der Sassenburg innerhalb des Waldstücks mit der Aller und Brücke
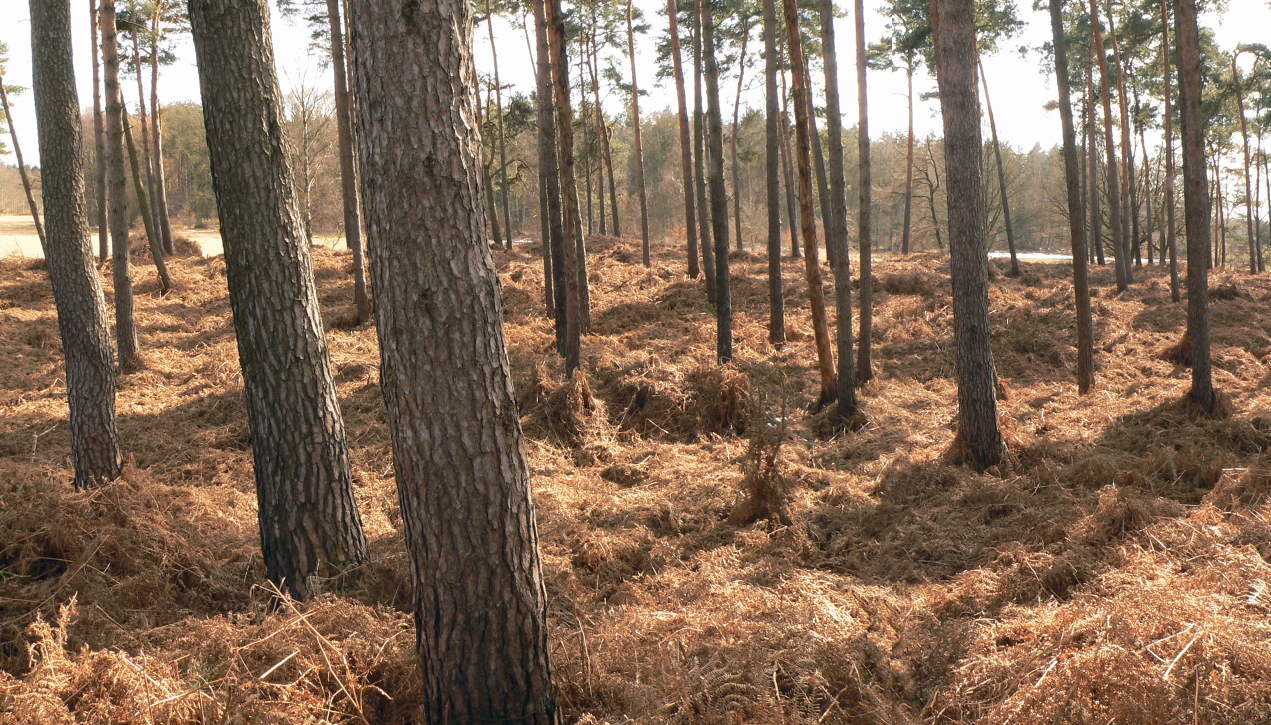
Farnbestandener Innenraum der Sassenburg
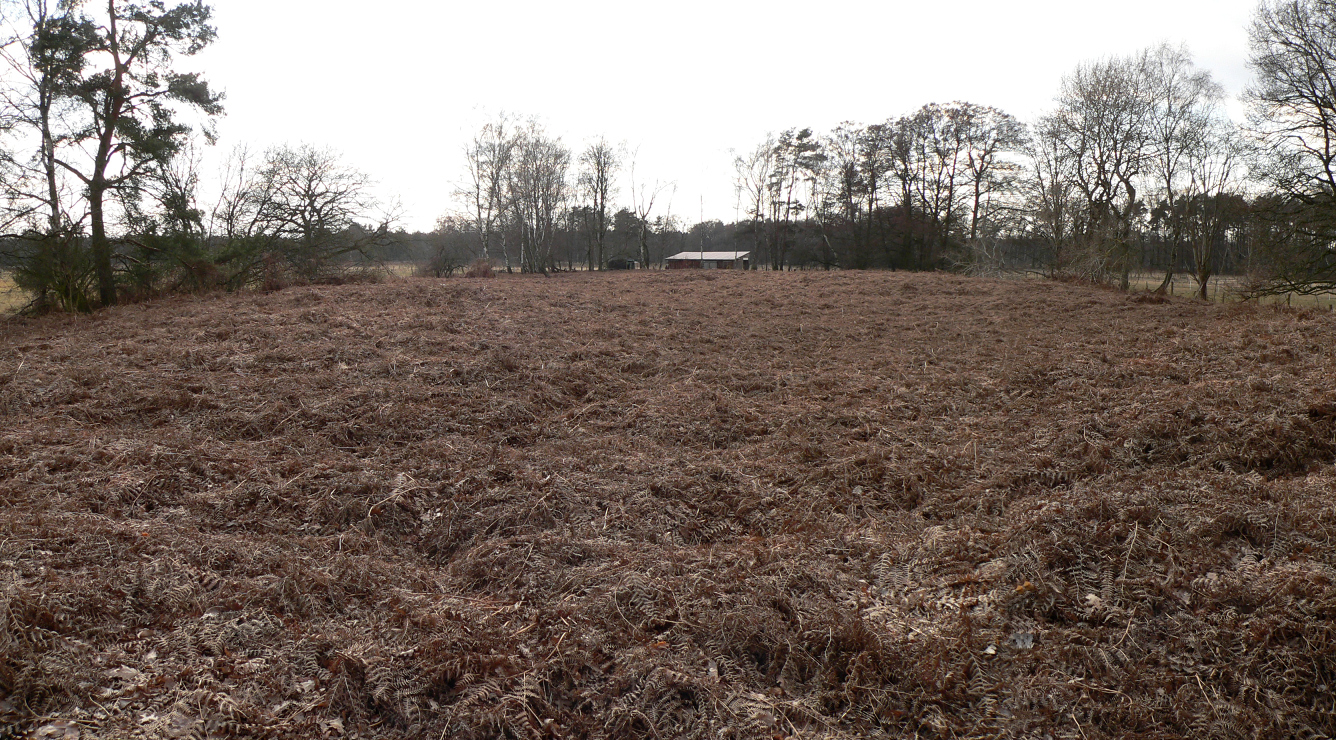
Erhöhtes Gelände mit Farn bestanden, vermuteter Standort einer Vorburg
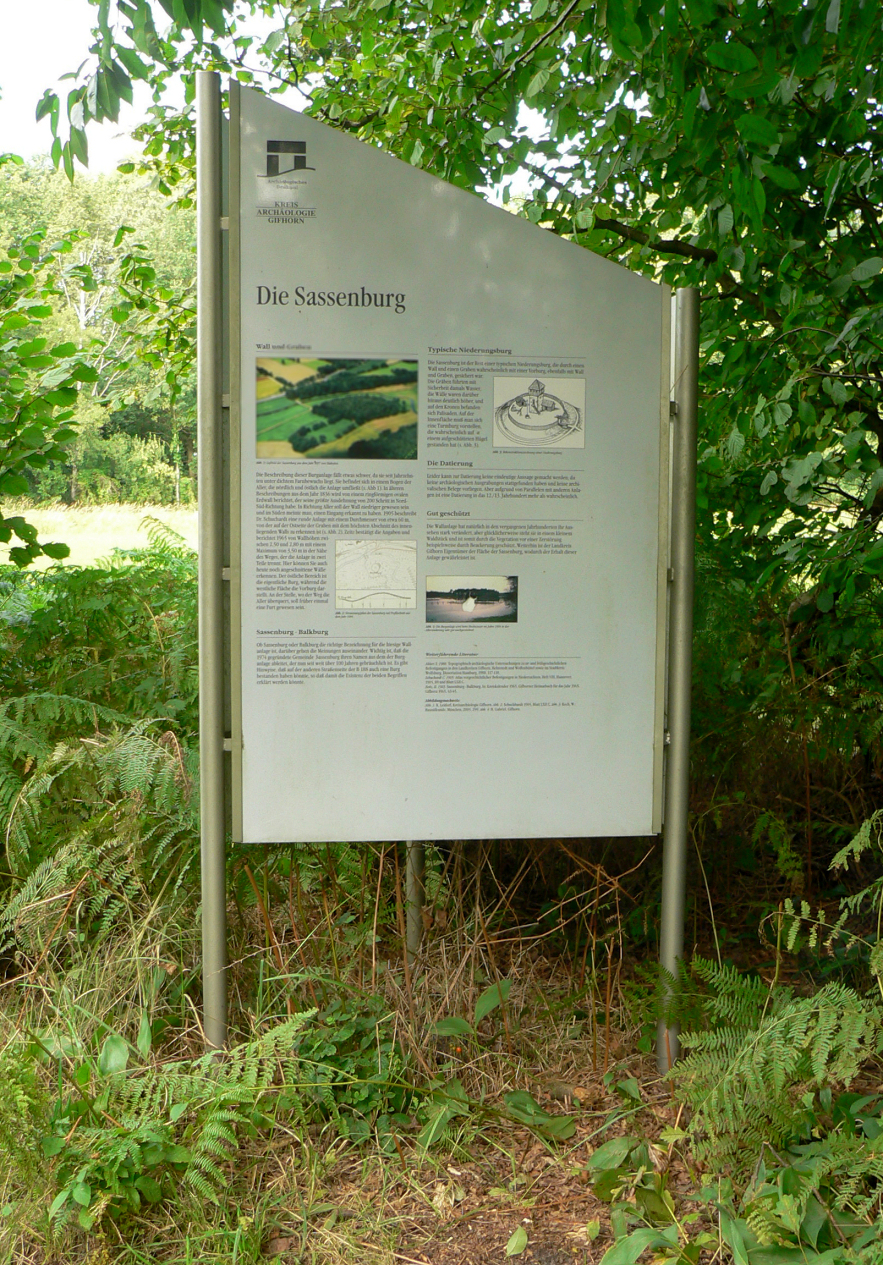
Infotafel an der Burgstelle

## Geschichte

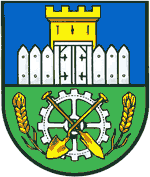
Sassenburger Wappen mit Burganlage

Die Benennung der Sassenburg beruht auf einem alten Flurnamen. Eine geschichtliche Überlieferung für die Befestigungsanlage besteht nicht. Bekannt war sie lediglich aus einer Urkunde aus dem Jahr 1702.
Von den Bewohnern Dannenbüttels wurde der Platz als Balkenbarg oder Balkburg bezeichnet, da ihrer Meinung nach die echte Sassenburg auf der Anhöhe des Allerurstromtals nahe Westerbeck gelegen haben soll.
Bei der niedersächsischen Gebiets- und Verwaltungsreform 1974 schlossen sich um Westerbeck sechs bisher eigenständige Gemeinden zur Gemeinde Sassenburg zusammen. Sie benannte sich damit nach der Befestigungsanlage. Die Gemeinde schuf sich in Anlehnung an die Sassenburg ein Wappen, das einen goldenen Burgturm mit silbernem Tor umgeben von einer Palisadenwand zeigt. In der Wappengebung der Ortschaft Westerbeck ist ebenfalls eine Palisade enthalten, die laut Wappenbeschreibung für eine altsächsische Verteidigungsanlage an der Aller steht. Sachsen seien die Erbauer der Sassenburg gewesen, wobei es für diese Auslegung keine Belege gibt.

## Ausgrabung

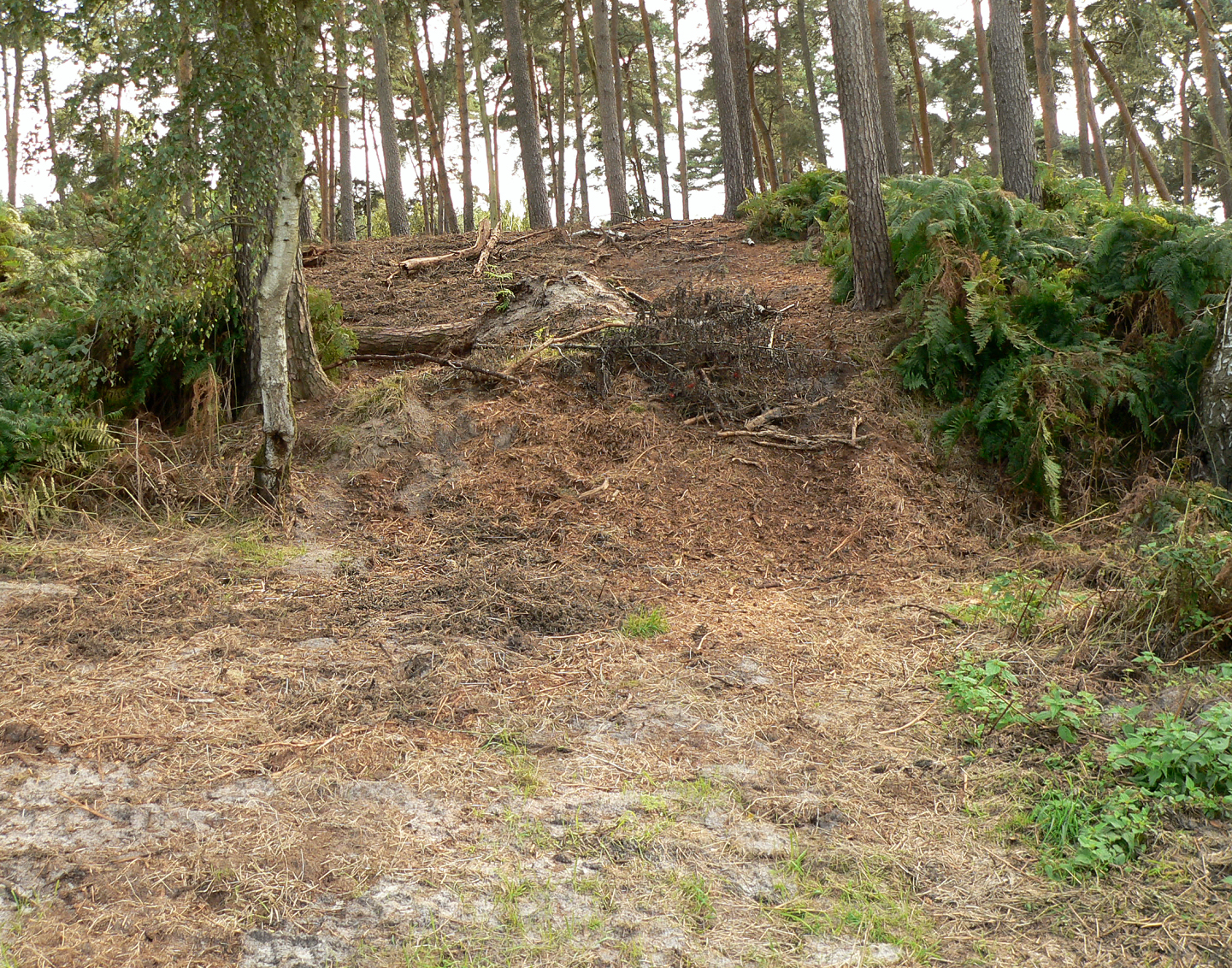
Ein verfüllter Grabungsschnitt am Wall, Blick von der Niederung zur Burg

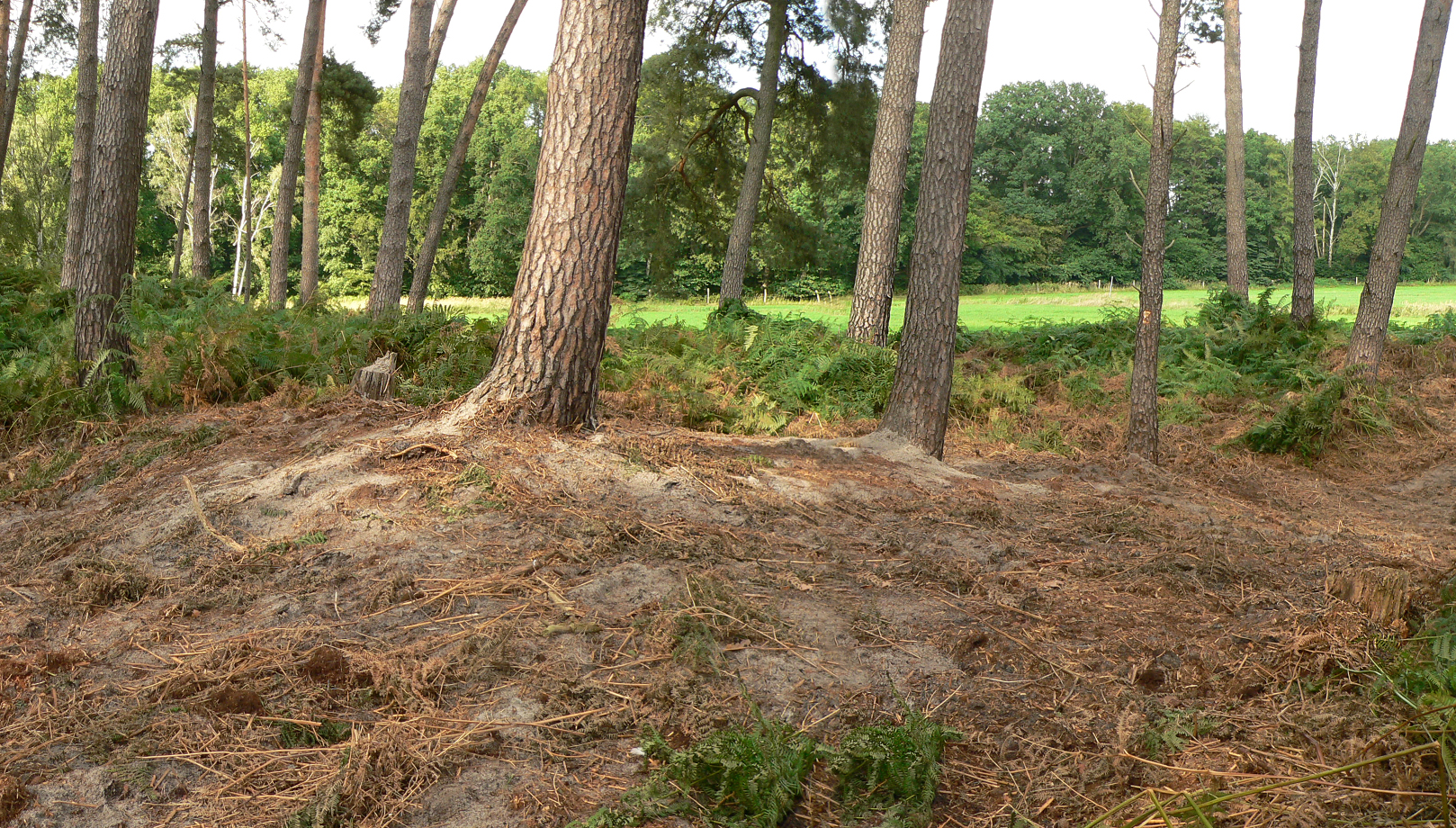
Ein weiterer verfüllter Grabungsschnitt am Wall, Blick vom Wall zur Niederung

2021 wurden erstmals Ausgrabungen an der Befestigungsanlage durch zwei Grabungsschnitte, die fast 30 Meter lang und zwei Meter breit waren, durchgeführt. Beteiligt waren Studierende der Universität Leipzig vom Lehrstuhl für Ur- und Frühgeschichte, Mitarbeiter der Kreis- und Stadtarchäologie Gifhorn sowie Freiwillige der Arbeitsgemeinschaft des Museums- und Heimatvereins Gifhorn.
Es wurden verkohlte Reste einer Holzkonstruktion gefunden. Eichenhölzer, die wahrscheinlich aus der Zeit der Errichtung der Burg stammen und aus einem vorgelagerten Graben geborgen wurden, konnten dendrochronologisch datiert werden. Demnach wurden die Stämme zwischen 957 und 999 n. Chr. geschlagen. Durch die Ausgrabungen ist es erstmals gelungen, den Nachweis der tatsächlichen Existenz der Burganlage zu erbringen sowie eine Datierung der Anlage vorzunehmen.

## Funktion und Datierung
Die Ausgrabungen im Jahr 2021 legen die Vermutung nahe, dass die Sassenburg um das Jahr 1000 entstanden ist. Sie befand sich im Grenzgebiet zwischen dem Siedlungsbereichen der Sachsen und der Slawen. Die Festung könnte bei Kämpfen zwischen beiden Volksgruppen um das Jahr 1000 durch Feuer zerstört worden sein.
Da erst 2021 eine archäologische Untersuchung stattgefunden hat, waren lange Einzelheiten über die Entstehungszeit und Funktion der Befestigungsanlage nicht bekannt.
Laut früheren Theorien wurden angenommen, dass die Sassenburg wegen der Lage in der sumpfigen Flussniederung eine Fliehburg der Bevölkerung in altsächsischer Zeit um das 8. Jahrhundert gewesen sein könnte.
Eine weitere angenommene Möglichkeit war die Funktion als kleinerer Adelssitz in der Zeit des Mittelalters, eine Auffassung, die auch Carl Schuchhardt Anfang des 20. Jahrhunderts teilte. Er sah darin einen frühmittelalterlichen Adelssitz und verglich die Sassenburg mit dem  Ringwall von Burg. Neueren Vermutungen zufolge wurde im Inneren des Walls eine Motte auf einem Erdhügel angenommen, wonach sich die Anlage in das 12. bis 13. Jahrhundert datieren lässt. Eine weitere Vermutung besteht darin, dass sich nahe der Anlage eine Furt durch die Aller befunden hat. Dies ist die Stelle, an der heute eine Brücke über den Fluss führt.